# Cerveza Caleya
La Cerveza Caleya es una cerveza de tipo artesanal que tiene su centro de producción en La Felguera (Asturias, España).

## Historia
En 2012 nace la fábrica de Cerveza Caleya, que levanta sus instalaciones en el municipio de Rioseco, en el parque natural de Redes. En 2017 traslada su producción unos kilómetros más abajo en el valle, en La Felguera (municipio de Langreo), aunque sigue utilizando el agua de los manantiales de la zona alta del Valle del Nalón. La cerveza de tipo artesanal se realiza con malta de cebada y trigo, lúpulo y levadura.  El logotipo de la cerveza Caleya (en asturiano camino de monte) es un urogallo, animal en peligro de extinción y presente en la zona, delante de un sol naciente.

### Tipos de cerveza
- Asturies Pan Ale
- Mayuca Amber
- Goma 2 IPA
- Black Ipa Guaxa